# Hugh Lofting
Hugh John Lofting (ur. 14 stycznia 1886 w Maidenhead, Berkshire w Anglii, zm. 26 września 1947 w Topanga w Kalifornii) – brytyjski autor literatury dziecięcej, znany głównie jako twórca cyklu książek o rozumiejącym mowę zwierząt doktorze Dolittle.

## Twórczość

### Książki z cykluDoktor Dolittle
- The Story of Doctor Dolittle (1920) (Doktor Dolittle i jego zwierzęta; pierwsze polskie wydanie w 1934 roku)
- The Voyages of Doctor Dolittle (1922) (Podróże doktora Dolittle; pierwsze polskie wydanie w 1936)
- Doctor Dolittle’s Post Office (1923) (Poczta doktora Dolittle; pierwsze polskie wydanie w 1938)
- Doctor Dolittle’s Circus (1924) (Cyrk doktora Dolittle; pierwsze polskie wydanie w 1937 roku; wydanie z 1974 było ilustrowane przez Zbigniewa Lengrena)
- Doctor Dolittle’s Zoo (1925) (Ogród zoologiczny doktora Dolittle; pierwsze polskie wydanie w 1949)
- Doctor Dolittle’s Caravan (1926) (Opera doktora Dolittle; pierwsze polskie wydanie w 1948)
- Doctor Dolittle’s Garden (1927) (Największa podróż doktora Dolittle; pierwsze polskie wydanie w 1960)
- Doctor Dolittle in the Moon (1928) (Doktor Dolittle na Księżycu; pierwsze polskie wydanie w 1960)
- Gub-Gub’s Book, An Encyclopaedia of Food (1932) (Książka Geb-Geb)
- Doctor Dolittle’s Return (1933) (Powrót doktora Dolittle; pierwsze polskie wydanie w 1960)
- Doctor Dolittle’s Birthday Book (1936)
- Doctor Dolittle and the Secret Lake (1948) (Doktor Dolittle i Tajemnicze Jezioro; pierwsze polskie wydanie w 1987)
- Doctor Dolittle and the Green Canary (1950) (Doktor Dolittle i zielona kanarzyca; pierwsze polskie wydanie w 1988, wydawnictwa „Alfa”, Warszawa)
- Doctor Dolittle’s Puddleby Adventures (1952) (Opowieści z Puddleby; pierwsze polskie wydanie w 1990, wydawnictwa Alfa, Warszawa)

### Inne książki dla dzieci
- The Story of Mrs Tubbs (1923)
- Porridge Poetry (1924)
- Noisy Nora (1929)
- The Twilight of Magic  (1930)
- Tommy, Tilly, and Mrs. Tubbs (1936)

### Książka dla dorosłych
- Victory for the Slain (1942)